# Nad Wisłą (Bydgoszcz)
Nad Wisłą – osiedle w Bydgoszczy leżące w Fordonie. Sąsiaduje z osiedlami: Stary Fordon i Kasztelanka. Przy osiedlu przepływa rzeka Wisła oraz znajduje się wał przeciwpowodziowy.
Osiedle w większości stanowią domki jednorodzinne oraz nieliczne bloki znajdujące się między innymi przy ulicach: Pielęgniarska, Piłsudskiego (część), Rybaki oraz Altanowa.

## Ważniejsze obiekty

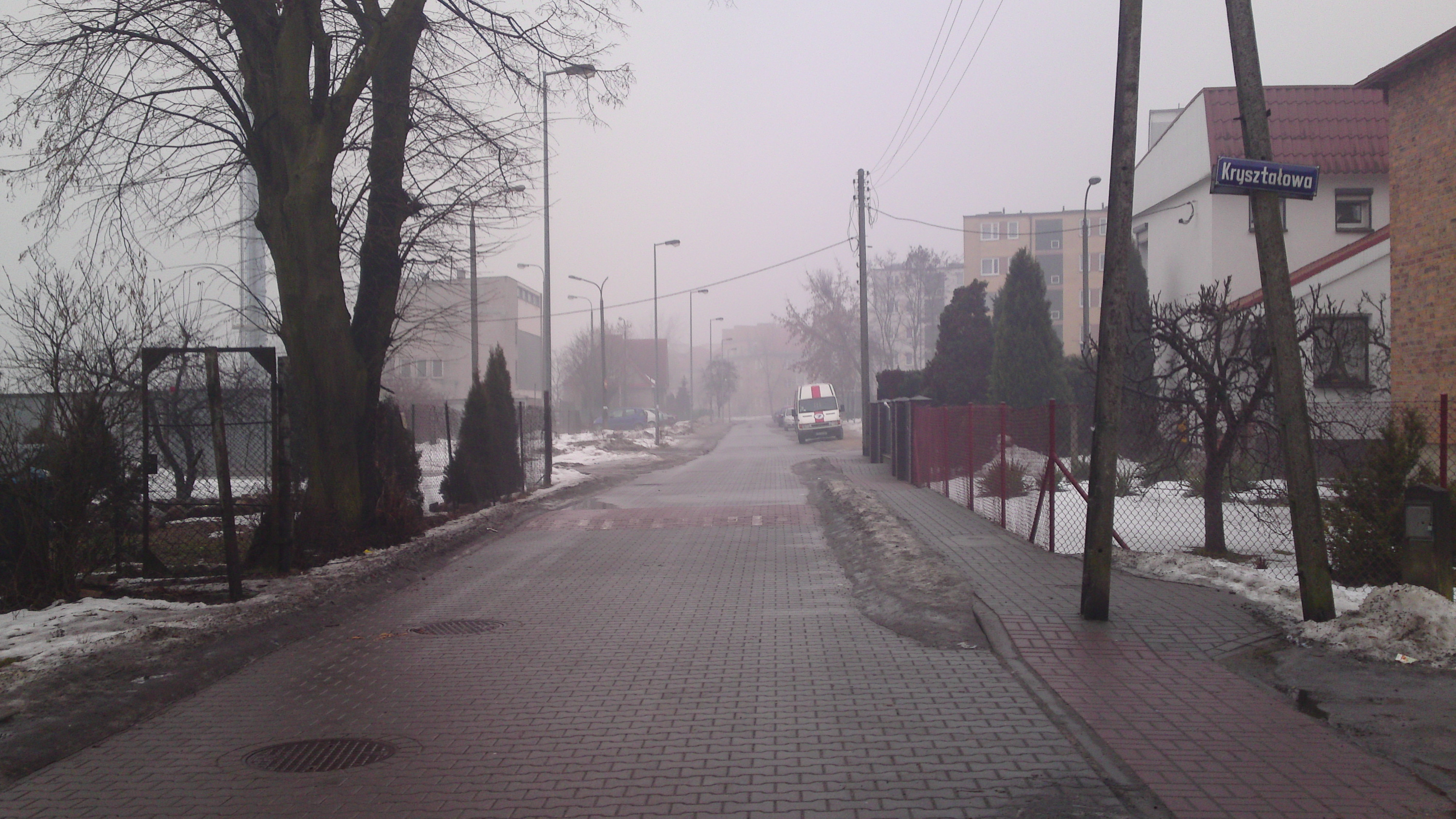
Skrzyżowanie ulic Altanowej i Kryształowej

- Cmentarz katolicki św. Jana